# Hugo Loewert
Hugo Loewert (* 5. Mai 1973) ist ein ehemaliger französischer Bogenbiathlet.
Hugo Loewert gewann bei den Bogenbiathlon-Weltmeisterschaften 2001 in Kubalonka an der Seite von Julien Storti, Emmanuel Jeannerod und Sebastien Gardoni hinter den Vertretungen aus Russland und Italien die Bronzemedaille im Staffelrennen. Diesen Erfolg wiederholte der Franzose 2002 in Pokljuka, wo er mit Guilhem Motte, Sebastien Gachet und Sebastien Gardoni hinter Russland und Slowenien Dritter wurde. Im Massenstartrennen verpasste er als Vierter gegen Igor Samoilow nur um weniger als zwei Sekunden eine weitere Medaille. Diese gewann er ein Jahr später hinter Andrei Markow und Wolodymyr Ossadtschyj im Massenstartrennen von Krün. Das Massenstartrennen bei der WM 2004 beendete er nicht und wurde Fünfter in Sprint und Verfolgung. Auch mit Gachet, Motte und Gardoni verpasste er als Schlussläufer auf Rang fünf mit der Staffel eine Medaille.